# Constance (singolo)
Constance è un singolo del gruppo musicale canadese Spiritbox, pubblicato il 4 dicembre 2020 come secondo estratto dal primo album in studio Eternal Blue.

## Descrizione
Il brano è una power ballad incentrata sul tema della demenza e del dolore e delle difficoltà che si attraversano quando un proprio caro ne è stato colpito. In particolare, il brano è dedicato alla nonna della cantante Courtney LaPlante, Phyllis: LaPlante non poté presenziare al suo funerale nell'estate 2020 a causa delle misure di sicurezza poste in essere per la pandemia di COVID-19:
(Courtney LaPlante)
La musica del brano era stata inizialmente composta insieme a Blessed Be e Rule of Nines nel 2019, ma era stato successivamente accantonato in quanto LaPlante non aveva trovato un buon testo da affiancarvi. Successivamente la stessa propose a Dylan Hryciuk, regista dei video dei precedenti singoli del gruppo, di creare il video musicale e il testo del brano allo stesso tempo:
(Courtney LaPlante)
Il 27 luglio 2021 viene pubblicata come singolo una versione acustica di Constance, registrata in una chiesa con un'orchestra d'archi e facente parte della serie Collection: Live del Grammy Museum.

## Tracce
Testi di Courtney LaPlante, musiche degli Spiritbox e di Daniel Braunstein.
Versione originale
1. Constance – 4:30

Versione acustica
1. Constance (Acoustic) – 4:24

## Formazione
Hanno partecipato alle registrazioni, secondo le note di copertina di Eternal Blue:
Gruppo
- Courtney LaPlante – voce
- Michael Stringer – chitarra, basso, batteria
- Zev Rosenberg – batteria

Altri musicisti
- Bill Crook – cori

Produzione
- Daniel Braunstein – produzione, ingegneria del suono, missaggio
- Michael Stringer – coproduzione
- Jens Bogren – mastering

## Classifiche
| Classifica (2020)       | Posizione massima |
| ----------------------- | ----------------- |
| Stati Uniti (hard rock) | 19                |